# Palliser River
Der Palliser River ist ein 60 km langer orographisch linker Nebenfluss des Kootenay River im Südosten der kanadischen Provinz British Columbia. Der Fluss wurde nach Captain John Palliser (1817–87), der die Gegend im Auftrag der britischen Regierung erkundete, benannt.

## Flusslauf
Der Palliser River entspringt in den Kanadischen Rocky Mountains an der nordamerikanischen kontinentalen Wasserscheide. Der 2100 m hoch gelegene Bergsee Back Lake an der Südostflanke des Mount King Albert (2972 m) bildet den Ursprung des Flusses. Der Palliser River durchfließt im Anschluss einen weiteren Bergsee, den Palliser Lake. Der 2084 m hohe Palliser Pass trennt das Quellgebiet des Palliser River von dem des Spray River, einem Nebenfluss des Bow River. Der Palliser River fließt anfangs 25 km in südlicher Richtung durch das Gebirge. Das Einzugsgebiet dieses Flussabschnitts liegt im Height of the Rockies Provincial Park. Anschließend wendet sich der Palliser River nach Westen. Die letzten 10 km fließt er schließlich in Richtung Südsüdwest, bevor er in den Oberlauf des Kootenay River mündet. Die Mündungsstelle liegt etwa 20 km südlich der Grenze des Kootenay-Nationalparks.

## Hydrologie
Das Einzugsgebiet des Palliser River umfasst etwa 820 km². Der mittlere Abfluss beträgt 12 km oberhalb der Mündung 14,9 m³/s. Während der Schneeschmelze im Juni führt der Fluss mit im Mittel 52,1 m³/s die größten Wassermengen.